# Báo động tên lửa Hawaii giả năm 2018
Vào sáng ngày thứ Bảy, ngày 13 tháng 1 năm 2018, một báo động về tên lửa đạn đạo đã vô tình bị phát đi bằng Hệ thống Cảnh báo Khẩn cấp và Hệ thống Cảnh báo Khẩn cấp Vô tuyến qua truyền hình, đài phát thanh, và điện thoại di động ở tiểu bang Hawaii của Hoa Kỳ. Dòng báo cảnh báo ghi rằng có nguy cơ một tên lửa đạn đạo đang bay đến Hawaii, khuyến cáo người dân tìm nơi trú ẩn, và kết luận: "Đây không phải là một cuộc tập duyệt". Tin nhắn được gửi đi lúc 8:07 sáng giờ địa phương. Còi báo động phòng thủ dân sự ngoài trời không được tiểu bang kích hoạt.
38 phút và 13 giây sau đó, các viên chức tiểu bang nói rằng dòng báo động đầu tiên được gửi đi là do một lỗi giao tiếp trong một buổi diễn tập tại Cơ quan Quản lý Khẩn cấp Hawaii. Thống đốc bang David Ige đã công khai xin lỗi về báo động giả này. Ủy ban Truyền thông Liên bang và Hạ viện Hawaii đã mở nhiều cuộc điều tra về vụ việc, dẫn đến việc giám đốc quản lý tình trạng khẩn cấp của tiểu bang phải từ chức.

## Bối cảnh

Tầm bắn tối đa của một số tên lửa Bắc Triều Tiên theo như ước tính

Căng thẳng leo thang giữa Bắc Triều Tiên và Hoa Kỳ, bao gồm việc cả hai quốc gia này đe doạ rằng họ có thể sử dụng vũ khí hạt nhân chống lại nhau, đã làm dấy lên tình trạng cảnh giác cao độ ở Hawaii. Bắc Triều Tiên đã tiến hành một số vụ thử tên lửa đạn đạo xuyên lục địa trong năm trước đó, gần đây nhất (tại thời điểm đó) là vào tháng 11 năm 2017, nhằm tăng cường khả năng tấn công của nước này. Bắc Triều Tiên có thể có khả năng phóng tên lửa hạt nhân tới Hawaii. Hawaii nằm cách Bắc Triều Tiên khoảng 4,600 dặm (7,403 km), và một tên lửa phóng từ Bắc Triều Tiên sẽ chỉ cho người dân ở nơi đây có thời gian chuẩn bị là khoảng 12 đến 15 phút.
Trước đó một thời gian dài, các quan chức Hawaii đã cố gắng làm mới kế hoạch khẩn cấp của tiểu bang này trong trường hợp xảy ra một cuộc tấn công hạt nhân từ Bắc Triều Tiên. Một email vào tháng 10 năm 2017 từ Đại học Hawaii gửi cho sinh viên với dòng tiêu đề "Trong trường hợp có tấn công hạt nhân", nội dung có chứa hướng dẫn của Cơ quan Quản lý Khẩn cấp Hawaii về cách phản ứng trong trường hợp bị tấn công hạt nhân, đã gây tranh cãi; một người phát ngôn của trường đại học cuối cùng đã xin lỗi vì "bất kỳ mối lo ngại không cần thiết nào mà [bức thư] có thể đã gây ra". Thử nghiệm còi cảnh báo phòng thủ dân sự và tập duyệt trong trường hợp bị tấn công cũng đã được tiến hành tại bang này vào ngày làm việc đầu tiên của tháng bắt đầu từ tháng 12 năm 2017. Vào ngày 1 tháng 12 năm 2017, còi báo động đe dọa hạt nhân đã được thử nghiệm ở Hawaii lần đầu tiên sau hơn 30 năm; các công chức tiểu bang cho biết đây là buổi tập duyệt đầu tiên trong số các cuộc diễn tập hàng tháng. Lúc 11:45 sáng, ngày 2 tháng 1 năm 2018, bang đã tiến hành thử nghiệm hàng tháng hệ thống còi cảnh báo phòng thủ dân sự ngoài trời, bao gồm việc phát đi Tín hiệu Chú ý Cảnh giác kéo dài một phút (Âm Đều), sau đó là Tín hiệu Cảnh báo Tấn công kéo dài một phút (Âm Rền). Không có bài diễn tập hoặc tập duyệt nào diễn ra sau đó. Trước ngày 13 tháng 1 năm 2018, 26 buổi tập duyệt đã được thực hiện. Vern Miyagi, giám đốc của Cơ quan Quản lý Khẩn cấp Hawaii, giải thích rằng các nhà lãnh đạo tiểu bang "không thể làm ngơ trước những mối đe dọa và các vụ thử tên lửa liên miên này từ Bắc Triều Tiên" và cảm thấy cần phải chuẩn bị người dân trước khả năng xảy ra một cuộc tấn công hạt nhân. Các nhà chức trách cũng đã vạch ra kế hoạch sẽ triển khai nếu một báo động khẩn cấp được gửi đi: một cảnh báo đẩy dành cho điện thoại thông minh và một thông điệp làm gián đoạn chương trình đang phát sóng truyền hình và radio.
Trước đó vào tháng 1 năm 2018, Ajit Pai, Chủ tịch Ủy ban Truyền thông Liên bang Hoa Kỳ (FCC), cho biết ủy ban đã lên kế hoạch bỏ phiếu để đại tu hệ thống báo động khẩn cấp vô tuyến. Những cải cách được đề xuất bao gồm cung cấp thông tin chi tiết hơn trong các dòng cảnh báo và giới hạn báo động khẩn cấp cho một khu vực địa lý cụ thể hơn. Pai nói rằng, ông hy vọng những cải cách này, sẽ có hiệu lực nếu được FCC thông qua, sẽ khiến cho hệ thống báo động được sử dụng nhiều hơn trong các tình huống khẩn cấp tại địa phương và sẽ làm cho người dân coi trọng hơn các cảnh báo mà họ nhận được.

## Vụ việc

### Báo động
Báo động được gửi đi lúc 8:07 sáng Giờ Chuẩn Hawaii–Aleut (HST). Người dân ở Hawaii cho biết họ đã nhìn thấy dòng cảnh báo trên điện thoại thông minh của họ. Nhiều ảnh chụp màn hình của dòng thông báo đẩy đã được chia sẻ trên các nền tảng mạng xã hội, như Twitter. Dòng báo động ghi, tất cả các chữ cái đều in hoa:
BALLISTIC MISSILE THREAT INBOUND TO HAWAII. SEEK IMMEDIATE SHELTER. THIS IS NOT A DRILL.
NGUY CƠ TÊN LỬA ĐẠN ĐẠO TIẾN ĐẾN HAWAII. TÌM NƠI TRÚ ẨN NGAY LẬP TỨC. ĐÂY KHÔNG PHẢI TẬP DUYỆT.
Các chương trình truyền hình địa phương, bao gồm trận đấu bóng rổ đại học giữa Florida và Ole Miss được chiếu trên kênh KGMB của CBS và trận bóng đá Ngoại hạng Anh giữa Tottenham Hotspur và Everton trên kênh KHNL của NBC cũng bị gián đoạn bởi một thông điệp cảnh báo tương tự, được truyền đi dưới dạng Cảnh báo Nguy hiểm Dân sự. Thông điệp cảnh báo trên chương trình truyền hình được hiển thị dưới dạng cả thông điệp âm thanh và biểu ngữ cuộn lên. Một phần của thông điệp ghi:
The U.S. Pacific Command has detected a missile threat to Hawaii. A missile may impact on land or sea within minutes. THIS IS NOT A DRILL. If you are indoors, stay indoors. If you are outdoors, seek immediate shelter in a building. Remain indoors well away from windows. If you are driving, pull safely to the side of the road and seek shelter in a building or lay on the floor. We will announce when the threat has ended. THIS IS NOT A DRILL. Take immediate action measures.
Bộ Tư lệnh Thái Bình Dương Hoa Kỳ đã phát hiện một tên lửa đe doạ Hawaii. Một tên lửa có thể rơi vào đất liền hoặc trên biển trong vòng vài phút. ĐÂY KHÔNG PHẢI LÀ TẬP DUYỆT. Nếu bạn đang ở trong nhà, hãy ở trong nhà. Nếu bạn đang ở ngoài trời, hãy tìm nơi trú ẩn ngay lập tức trong một tòa nhà. Hãy ở trong nhà tránh xa cửa sổ. Nếu bạn đang lái xe, hãy an toàn tấp xe vào lề đường và tìm nơi trú ẩn trong một toà nhà hoặc nằm trên mặt đất. Chúng tôi sẽ thông báo khi mối đe dọa kết thúc. ĐÂY KHÔNG PHẢI LÀ TẬP DUYỆT. Thực hiện các biện pháp hành động ngay lập tức.
Một thông điệp cảnh báo cũng làm gián đoạn các chương trình radio trong tiểu bang. Tại Lihue, một người dân cho biết đã nghe thấy một thông điệp trên radio thông báo về "một cảnh báo tên lửa đang tiến đến đối với các đảo Kauai và Hawaii".
Theo The Washington Post, nguyên nhân xảy ra báo động sai là do một nhân viên tại Cơ quan Quản lý Khẩn cấp Hawaii (HI-EMA), người mà các nhà chức trách cho biết là một nhân viên đã làm việc ở cơ quan trong mười năm, trước đây đã có hành vi khiến đồng nghiệp lo ngại. Vern Miyagi, giám đốc lúc đó của HI-EMA, cho biết báo động đã vô tình bị kích hoạt bởi nhân viên khi anh ta đang làm việc tại trụ sở Diamond Head Crater trong khi đang thay ca làm việc. Trong khi thay ca, một giám sát viên đã tiến hành một cuộc diễn tập đột xuất, trong đó anh đã liên lạc với các nhân viên quản lý khẩn cấp tự xưng là một sĩ quan từ Bộ Tư lệnh Thái Bình Dương Hoa Kỳ, theo các quan chức tiểu bang. Các nhà chức trách cho biết, người giám sát đã nói sai so với kịch bản, ở một dòng còn nói, "Đây không phải là tập duyệt", mặc dù trước và sau thông điệp này, anh đã nói "Diễn tập, diễn tập, diễn tập", một mã nội bộ của cơ quan để cho biết rằng đây là một cuộc thử nghiệm thay vì là trường hợp khẩn cấp thực sự.
Các nhà chức trách nói rằng sau khi nghe tuyên bố của người giám sát, nhân viên này, người đã "nhầm lẫn giữa các sự kiện trong đời thực và diễn tập" ít nhất hai lần trước đó, đã tin rằng có một trường hợp khẩn cấp thực sự. Anh sau đó cũng đã chứng thực điều này sau khi khai như vậy trong một tuyên bố viết tay. Trong một cuộc phỏng vấn với NBC News, nhân viên này chia sẻ rằng anh ta "chắc chắn 100 phần trăm rằng đó là quyết định đúng đắn và rằng nó là sự thật". Anh tiếp tục tuyên bố rằng anh không phải chịu trách nhiệm cho sự cố này, rằng nhìn chung đó là một lỗi hệ thống, và rằng anh ta đã làm chính xác những gì mà người ta từng đào tạo anh làm. Anh nhấp vào nút để gửi đi một thông báo thật trên giao diện cảnh báo khẩn cấp của Hawaii để (đáng lẽ ra là) thử nghiệm phần mềm máy tính chuẩn bị cho tấn công tên lửa đạn đạo của tiểu bang và sau đó nhấp vào màn hình thứ hai, có vai trò như một biện pháp để tránh trường hợp nhầm lẫn, để xác nhận. Một người phát ngôn của cơ quan nói với tờ The Washington Post rằng phần mềm yêu cầu nhân viên chọn giữa các tùy chọn "báo động tên lửa thử nghiệm" và "báo động tên lửa", và anh đã chọn tùy chọn thứ hai, làm cho báo động được gửi đi trên toàn bang. Nhân viên này sau đó khẳng định với hãng tin Associated Press rằng anh ta không nghe thấy phần mà người giám sát nói "diễn tập" qua điện thoại vì một đồng nghiệp đã bật âm thanh bằng loa ngoài giữa chừng trong khi đang nghe tin nhắn và kết quả là anh ta "chắc chắn 100 phần trăm" là cuộc tấn công có thật. Các quan chức tiểu bang nói rằng có năm nhân viên khác có mặt tại cơ quan và tất cả mọi người trong số họ đều nhận ra rằng cuộc điện thoại là một cuộc diễn tập ngẫu hứng. Kể từ sự cố này, nhân viên này đã bị nhiều người đe doạ sẽ giết anh, và đã bày tỏ lời xin lỗi của anh nhiều lần.

### Phản ứng của bang
Đến 8:10 sáng giờ HST, ba phút sau khi có cảnh báo đầu tiên, Tướng Arthur "Joe" Logan, Sĩ quan quản trị của Vệ binh Quốc gia Hawaii đã liên lạc với Bộ Tư lệnh Thái Bình Dương Hoa Kỳ và xác nhận rằng không có vụ phóng tên lửa nào. Vào thời điểm đó, Sở Cảnh sát Honolulu được thông báo rằng báo động này là báo động giả. Các nhà chức trách đã sử dụng hệ thống Điểm Cảnh báo Tiểu bang lúc 8:13 sáng để hủy cảnh báo, ngăn cho nó không gửi thêm cho bất kỳ điện thoại nào chưa nhận được cảnh báo, chẳng hạn như những điện thoại đã tắt hoặc không có sóng. Theo các viên chức nhà nước, nhân viên ban đầu gửi thông báo sai sót đã không phản hồi khi được yêu cầu hủy cảnh báo. Sau đó, anh ta nói rằng anh cảm thấy như mình đã bị giáng một đòn "vào thân" khi nhận ra cuộc tấn công là một cuộc tập duyệt, hãng tin Associated Press đưa tin. Một nhân viên không rõ danh tính khác đã tóm lấy con chuột máy tính của anh và hủy cảnh báo khi nhân viên đầu tiên không phản hồi.
Thông báo chính thức bác bỏ báo động khẩn cấp không được gửi đi cho đến tận 8:20 sáng, theo như dòng thời gian được các nhà chức trách đưa ra sau vụ việc. Các tài khoản Facebook và Twitter của Cơ quan Quản lý Khẩn cấp Hawaii đã đăng các thông báo vào lúc đó và kêu gọi mọi người bỏ qua báo động giả. Vài phút sau, Thống đốc David Ige đã tweet lại thông báo của HI-EMA trên Twitter và đăng một thông điệp tương tự trên Facebook để thông báo cho người theo dõi của ông rằng báo động đã bị hủy bỏ. Ige sau đó cho biết sự chậm trễ này một phần là do ông không biết thông tin đăng nhập Twitter của mình. Một email từ tiểu bang cũng được gửi đi vào khoảng 8:25 sáng, thông báo với mọi người rằng báo động ban đầu không đúng, theo như Honolulu Star-Advertiser đưa tin.

#### Báo động thứ hai
Lúc 8:45 sáng giờ HST, 38 phút sau khi báo động ban đầu được gửi đến điện thoại ở Hawaii, báo động khẩn cấp thứ hai được gửi đi:
There is no missile threat or danger to the State of Hawaii. Repeat. False Alarm.
Không có nguy cơ hay tên lửa đe doạ Tiểu bang Hawaii. Xin nhắc lại. Báo động Giả.
Cảnh báo thứ hai được gửi đi "rất lâu sau khi tất cả mọi người từ phái đoàn quốc hội Hawaii ở Bộ Tư lệnh Thái Bình Dương Hoa Kỳ đã trấn an thế giới trên Twitter rằng nó là một báo động giả rồi", Pacific Business News nhận xét.
Thống đốc David Ige giải thích tại một cuộc họp báo chiều hôm đó rằng các nhà chức trách "phải bắt đầu một quy trình thủ công" và xin phép Cơ quan Quản lý Khẩn cấp Liên bang để gửi cảnh báo thứ hai vì không có cách nào để tự động bác bỏ cảnh báo đầu tiên. Theo các quan chức, những thủ tục đó đã khiến cho thông báo thứ hai được gửi đi chậm đến hơn 30 phút sau khi các nhà lãnh đạo đã xác nhận trong nội bộ rằng báo động này là không chính xác.

### Hệ quả
Trong khoảng thời gian 38 phút giữa báo động đầu tiên và báo động thứ hai, hệ thống cảnh báo bằng còi báo động của Hawaii—trước đó đã được thử nghiệm như một phần của buổi tập duyệt chuẩn bị cho tấn công tên lửa vào tháng trước đó, lần đầu tiên kể từ Chiến tranh Lạnh—đã không được chính thức kích hoạt. Nếu một tên lửa thực sự đã được phóng đi, thì còi báo động đáng lẽ ra phải kêu sau khi cảnh báo đẩy ở Hawaii được gửi đi; điều này đã không xảy ra, theo như quan sát của một số người dân. Tuy nhiên, các nhà chức trách tuyên bố rằng một số còi báo động dường như đã kêu ở một số nơi; một số người báo cáo rằng còi báo động đã được kích hoạt tại Oahu chỉ vài phút sau khi thông báo đẩy xuất hiện. Gần như không có động thái nào tại các căn cứ quân sự trong bang. Một số chuyến bay thương mại đã bị hoãn trong một khoảng thời gian ngắn, mặc dù Bộ Giao thông vận tải Hawaii cho biết các sân bay và bến cảng của bang không bị ảnh hưởng trên diện rộng.
Hoạt động trên toàn tiểu bang được đưa tin là đã bị gián đoạn. Honolulu Civil Beat đưa tin rằng những người lái xe đã đỗ xe bên trong hầm Xa lộ Liên tiểu bang H-3 trên đảo Oahu để trú ẩn. Hawaii News Now đưa tin rằng coi báo động đã kêu tại Aloha Gymfest, một cuộc thi đấu thể dục dụng cụ quốc tế ở Kailua, khiến hàng trăm người chạy đi tìm chỗ trú ẩn. Sinh viên tại Đại học Hawaii ở Manoa được cho là đã tìm đến những nhà trú bụi phóng xạ trong khuôn viên trường, nhưng sau khi phát hiện ra rằng chúng bị khóa cửa, thì đã phải trú trong các lớp học gần đó. Các viên chức tại giải đấu golf PGA Tour Sony Open ở Oahu đã ra lệnh sơ tán trung tâm truyền thông, còn các nhân viên thì tìm chỗ trú ẩn trong nhà bếp và phòng thay đồ của các đội chơi. Khách du lịch tại Kualoa Ranch ở Kaneohe được nhân viên đưa đến Boongke Battery Cooper, một boongke bằng bê tông được xây dựng trên núi từ thời Thế Chiến II như một phần của Sân bay Kualoa trước đây, và được yêu cầu là phải trú ẩn tại đây. Nữ đại biểu quốc hội Colleen Hanabusa sau đó cho biết chồng bà đã lái xe trên đường cao tốc ở vùng Honolulu và thấy ô tô chạy với tốc độ lên đến 100 dặm Anh trên giờ (160 km/h) sau khi báo động được gửi đi. Nhiều người dân Hawaii và du khách đã tìm nơi trú ẩn hoặc khẩn trương chuẩn bị sẵn sàng trú bom tại nơi họ đang ở. Một số người phớt lờ báo động khi họ nhận ra rằng họ không nghe thấy còi báo động, và sau khi họ không thấy truyền hình hoặc radio địa phương đưa tin. Một số người khác thì ở trong những khu vực mà còi báo động có kêu; ngoài ra, một số đài truyền hình cũng đã đưa tin về báo động này.
Vụ việc cũng đã khiến cho hệ thống điện thoại của Hawaii bị quá tải. Những người dân sợ hãi đã gọi đến những văn phòng Phòng thủ Dân sự ở Hawaii yêu cầu tư vấn hoặc thêm thông tin, khiến cho tổng đài bị áp đảo, New Zealand Herald đưa tin. Nhiều cuộc gọi đến tổng đài 911 không thể kết nối được. Nhiều dịch vụ dữ liệu không dây ban đầu cũng bị tắc nghẽn, khiến nhiều người không thể truy cập Internet để xác nhận xem báo động có thật hay không. Một số cư dân đã gọi cho bạn bè hoặc  gia đình để nói lời vĩnh biệt.
Bộ trưởng Quốc phòng Mỹ James Mattis nói rằng chính phủ Bắc Triều Tiên dường như không có bất kỳ phản ứng nào trước báo động sai này.
Một người đàn ông bị lên cơn đau tim vài phút sau khi nói những lời mà anh tưởng là lời vĩnh biệt cuối cùng với các con anh sau báo động ban đầu, nhưng anh ta đã sống sót cơn đau tim này.